# Aerenea subimpetiginosa
Aerenea subimpetiginosa là một loài bọ cánh cứng trong họ Cerambycidae.